# Formatkrieg (Videorekorder)
Als Formatkrieg oder „Video-Krieg“ wird der Wettbewerb konkurrierender Videokassettensysteme der späten 1970er und frühen 1980er Jahre bezeichnet. Zu einem Zeitpunkt, als sich Heim-Videokassettenrekorder gerade zu einem industriellen Massenprodukt entwickelt hatten, existierten mehrere untereinander inkompatible Systeme (VHS, Betamax, Video 2000), von denen sich dann etwa 1984 das VHS-Format weltweit durchsetzte.

## Ursachen

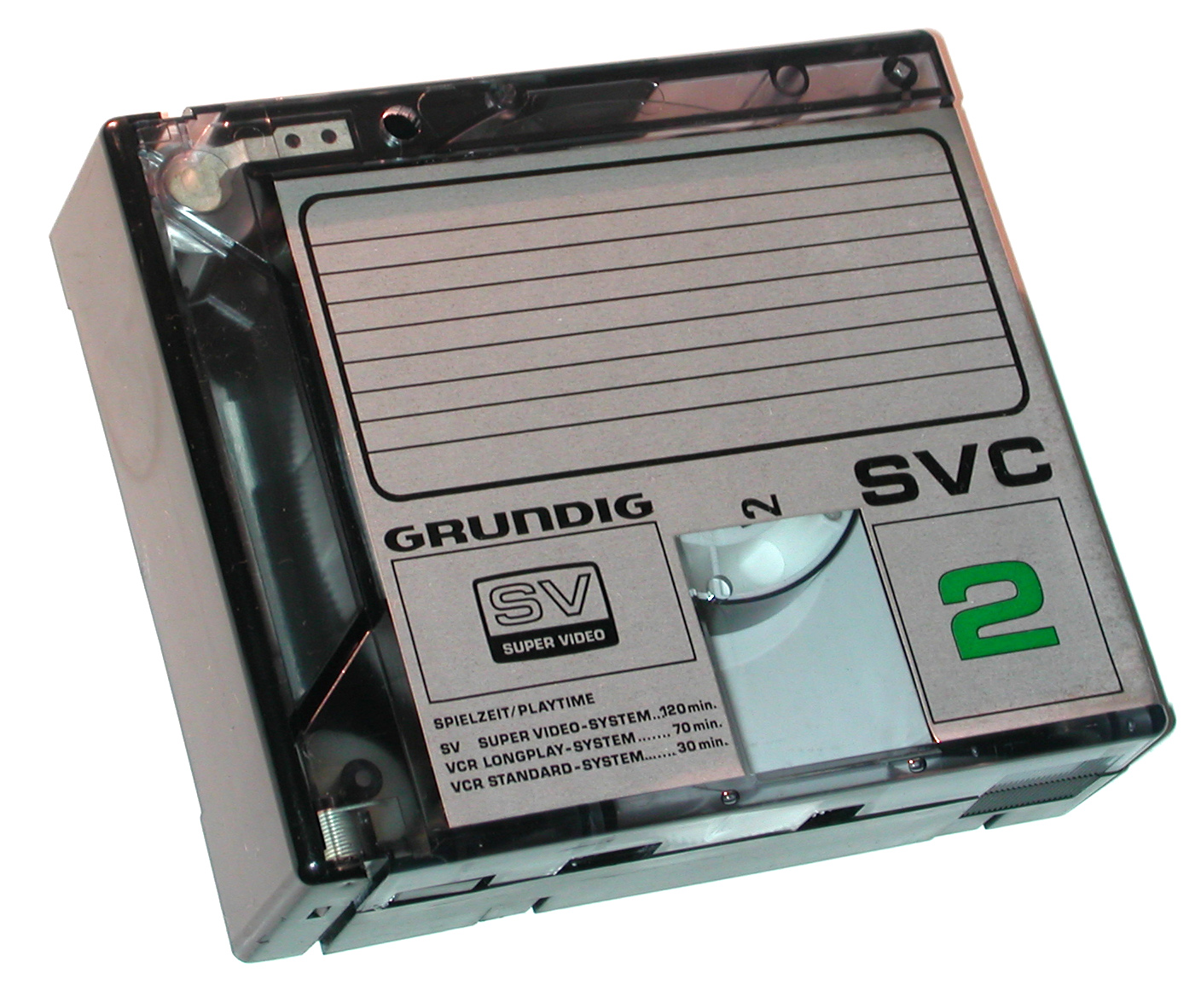
VCR-Kassette von Grundig mit drei verschiedenen Spielzeitangaben für SVR, VCR-Longplay und VCR (1978)

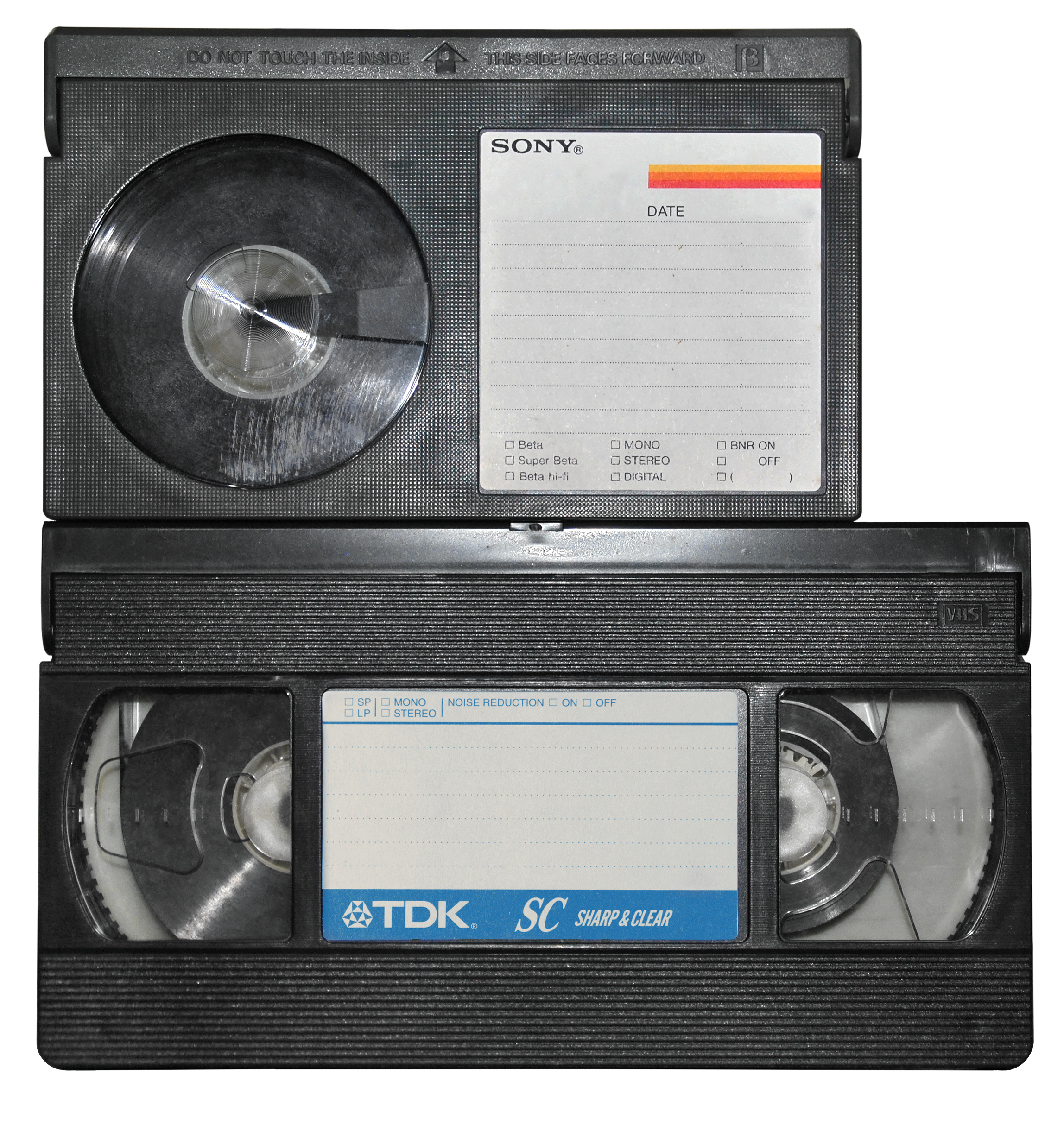
Betamax und VHS-Videokassette

1971 starteten Grundig und Philips mit ihrem VCR das „Videozeitalter“ im Heimbereich. Die dazu benutzte Kassette hatte eine Spielzeit von rund einer Stunde, Zweikanalton und eine sogenannte Color-under-Farbaufzeichnung. Durch das Erscheinen eines japanischen Dreistundensystems im Jahr 1976 wurde die VCR-Kassette technisch überrundet, denn sie lief noch immer nur knapp über eine Stunde, während das japanische Konkurrenzprodukt VHS Filme in Spielfilmlänge ohne Unterbrechung aufzeichnen konnte. Die aufkommende Konkurrenzsituation zwang Philips und Grundig, ihr VCR-System kurzfristig weiterzuentwickeln. Es entstanden mehrere inkompatible Varianten, die bis zu fünf Stunden bei einer sehr akzeptablen Bildqualität liefen, und 1979 das Nachfolgersystem Video 2000 mit einer Spielzeit von zunächst zwei Mal vier Stunden.
So konkurrierten nach nur kurzer Zeit folgende Videoformate: das europäische VCR-System von Philips und Grundig in drei untereinander inkompatiblen Varianten, das japanische Format VHS (‘Video Home System’) und ein weiteres, 1975 von der japanischen Firma Sony vorgestelltes System namens Betamax. Grundig und Philips wechselten ab 1979 völlig zu ihrer Neuentwicklung Video 2000 und gaben VCR im Heimbereich auf. Alle Konzerne verfolgten dabei unterschiedliche Marketingkonzepte.

### Marketing von JVC

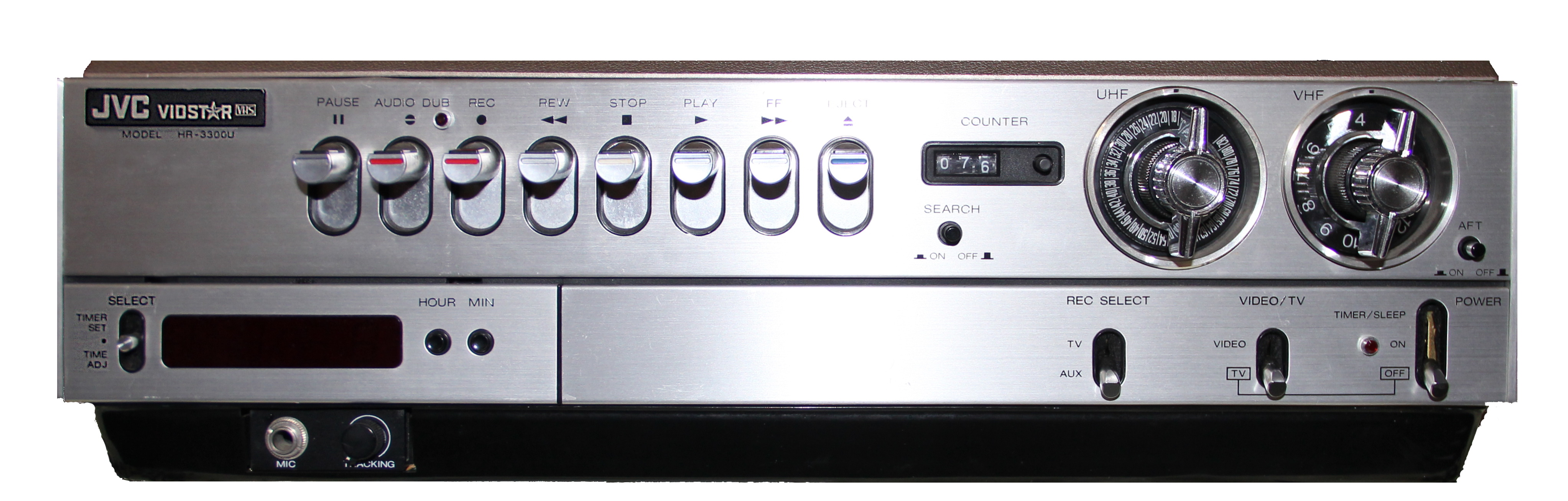
JVC HR-3300U, der erste VHS-Videorekorder

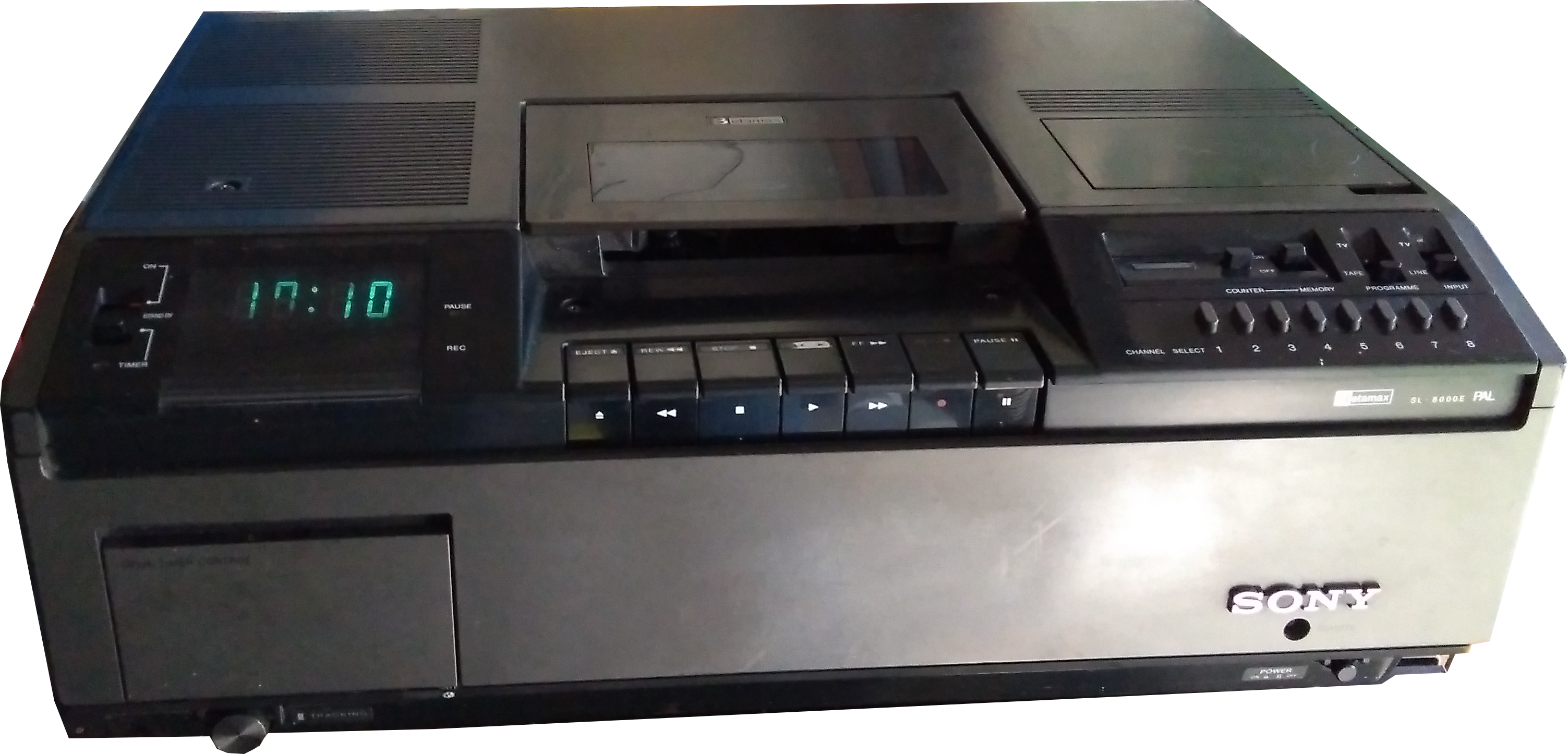
Sony Betamax-Sl-8000E-Videorekorder, 1979 der erste in Deutschland erhältliche Betamax-Rekorder. Er wog 19,5 kg, war 52 cm breit, 40 cm tief und 20 cm hoch.

Alle Firmen weltweit, die unter ihrem eigenen Namen JVC-kompatible Videokassettenrekorder vertreiben wollten und weder Patente noch Produktionskapazitäten für Videorekorder besaßen, legten mit dem Lieferanten JVC lediglich ihr Firmen-Layout und eventuelle Besonderheiten fest. Dann wurden vorerst alle Geräte, unabhängig vom Lizenznehmer, bei JVC in Japan produziert. Das System von JVC hieß VHS und startete in Europa Ende 1976.

### Marketing von Sony
Die Firma Sony bestand bei ihren Partnern darauf, dass diese eigene Produktionsstätten im jeweiligen Vertriebsland aufbauten, was naturgemäß lange Produktions-Anlaufzeiten schaffte. Danach lizenzierte man ihnen das Sony-Videosystem zum Nachbau. Dieses System Betamax wurde 1978 in Europa eingeführt.

### Marketing von Grundig und Philips, die Situation in Westeuropa
Philips und Grundig waren die eigentlichen Pioniere der Heimvideosysteme. Ihr 1971 eingeführtes erstes Kassettensystem VCR bot eine Laufzeit von zunächst maximal 65 Minuten als Antwort auf das japanische Videoformat U-matic, das 1968 eine ähnliche Laufzeit pro Kassette zur Verfügung gestellt hatte, jedoch ausschließlich für semiprofessionelle Anwendungen gedacht war wie Schul- oder Industriefernsehen.
Im Heimvideobereich spielt eine lange Laufzeit eine bedeutendere Rolle als im Schul- oder TV-Bereich. Man wollte Spielfilme oder lange Unterhaltungssendungen am Stück speichern können. Erst 1977, kurz nach Erscheinen eines Dreistundenrekorders aus Japan, dem ersten VHS-Gerät der Victor Company of Japan (JVC), setzte man bei VCR dazu (neben einigen weiteren konstruktiven Änderungen) die Bandgeschwindigkeit herab und erreichte so eine Laufzeit von etwas mehr als zwei Stunden pro Kassette.
Da der japanische Konkurrent JVC aber im selben Jahr eine Videokassette mit einer Laufzeit von vier Stunden ankündigte, entwickelte Grundig im Alleingang und ohne Philips das System nochmals weiter und schuf 1978 ein drittes, mit den vorausgegangenen Ein- und Zweistunden-VCR-Verfahren inkompatibles Videosystem (Super Video Recording, kurz: SVR). Es lief bis zu fünf Stunden. Gleichzeitig begann die Massenproduktion. Grundig errichtete im Nürnberger Stadtteil Langwasser für mehr als 50 Millionen DM eigens ein Videorekorderwerk für dieses neue Super-Longplay-VCR-Gerät.
Philips erreichte unter Verwendung eines dünneren Bandmaterials mit der älteren Zweistunden-Systemvariante von 1977 zeitgleich die Drei-Stunden-Marke. Die Grundig-Kassetten waren nun nicht mehr auf Philips-Geräten abspielbar. Käufer der Grundig-Geräte mit der mittellangen Laufzeit von 1977 konnten ihre Kassetten zwar auf den neuesten Geräten von Philips, allerdings nicht mehr auf den aktuellen Grundig-SVR-Rekordern mit der ganz langen Laufzeit abspielen.
Der technische Hintergrund dazu: Grundig hatte 1975 ein vollelektronisch gesteuertes, neuartiges Videolaufwerk entwickelt und setzte es bereits erfolgreich sowohl für die Ein- als auch die Zweistundenvariante von VCR ein. Es war in der Herstellung äußerst kostspielig und auch für das Fünfstundensystem SVR geeignet. Das Philips-Laufwerk arbeitete noch immer – wie auch alle VHS-Geräte der damaligen Zeit – vollkommen mechanisch. Elektronisch geregelt war lediglich die Trommelrotation und der Bandvorschub. Die damit zu erzielende geringe Präzision reichte nicht aus, um damit ein SVR-Gerät im Hause Philips realisieren zu können.
Die Kunden des neuen Mediums reagierten verunsichert. Viele wandten sich von Grundig und Philips ab und kauften stattdessen die vorgenannten japanischen Produkte von JVC und Sony. Dazu rieten auch viele Grundig- und Philips-Händler, die das Marketingkonzept um VCR Longplay und SVR nicht mehr verstanden.
Anstatt sich mit Grundig nun auf eine der drei Varianten zu einigen, bot man bei Philips und Grundig ab 1979 überraschend ein viertes, mit den bisherigen drei Systemvarianten erneut inkompatibles Format an, ein konzeptionell anderes, neues System. Es nannte sich Video 2000. Die Kunden blieben verunsichert, gerade in der wichtigen Periode des aufkommenden Massenmarktes für Videogeräte.
Grundig hatte entgegen anders lautenden Ankündigungen das SVR-System noch 1981 vom Markt genommen und brachte etwa Mitte des Jahres 1984 erste eigene VHS-Rekorder heraus.

#### Akzeptanzprobleme von Video 2000

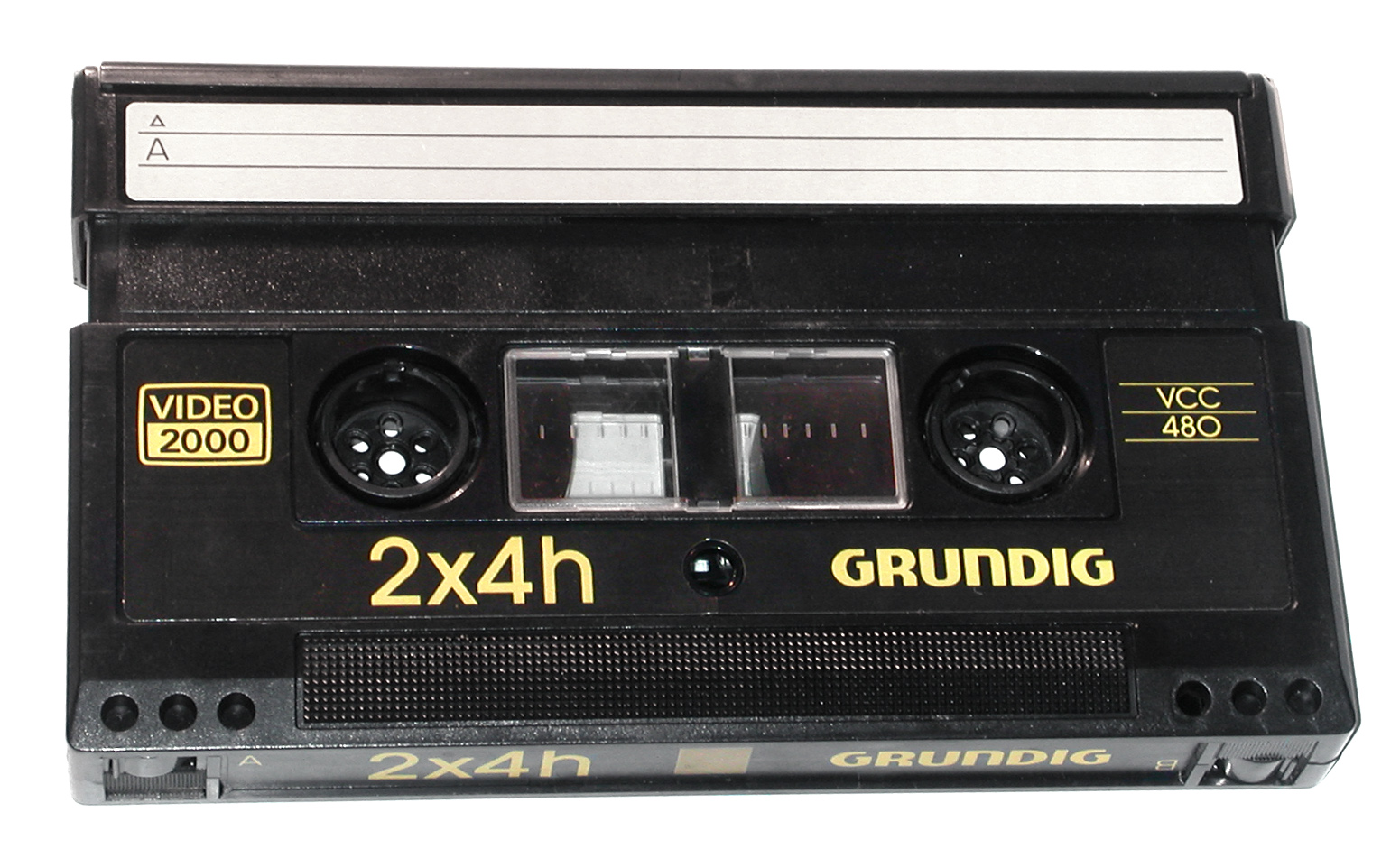
Video 2000-Kassette (1983)

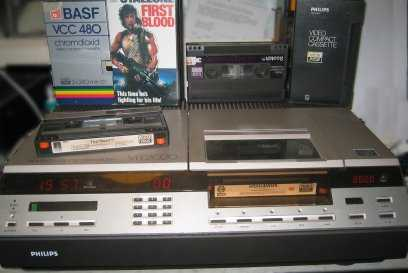
Ein Video-2000–Rekorder

Die überstürzte Markteinführung sowohl der Superlongplay-Version des VCR als auch kurz darauf des Video 2000 führte bei Grundig zu unausgereiften, unzuverlässig arbeitenden Geräten. Bei Philips gestaltete sich die Situation nur unwesentlich besser. Die Spieldauer des neuen Systems währte bis zu acht Stunden – nach vier Stunden wurde die Kassette umgedreht und konnte mit weiteren vier Stunden bespielt werden.

### Drei Systeme im Wettbewerb

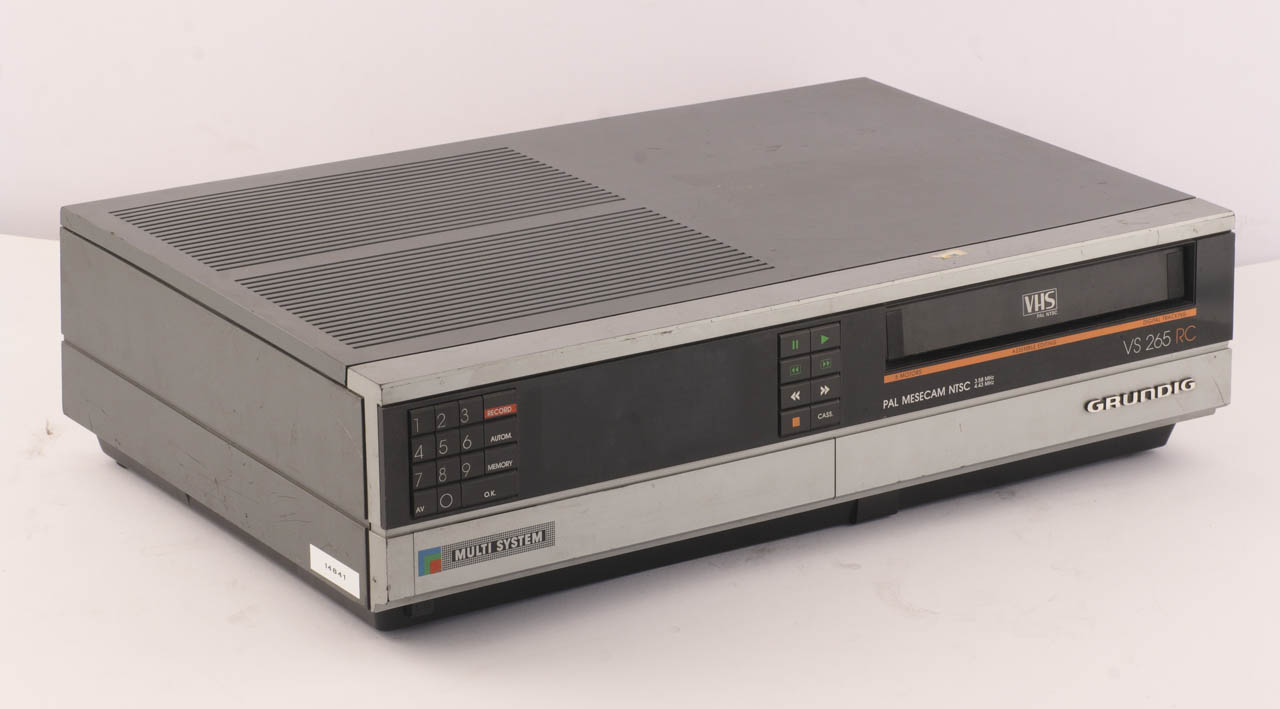
Grundig VHS-Rekorder

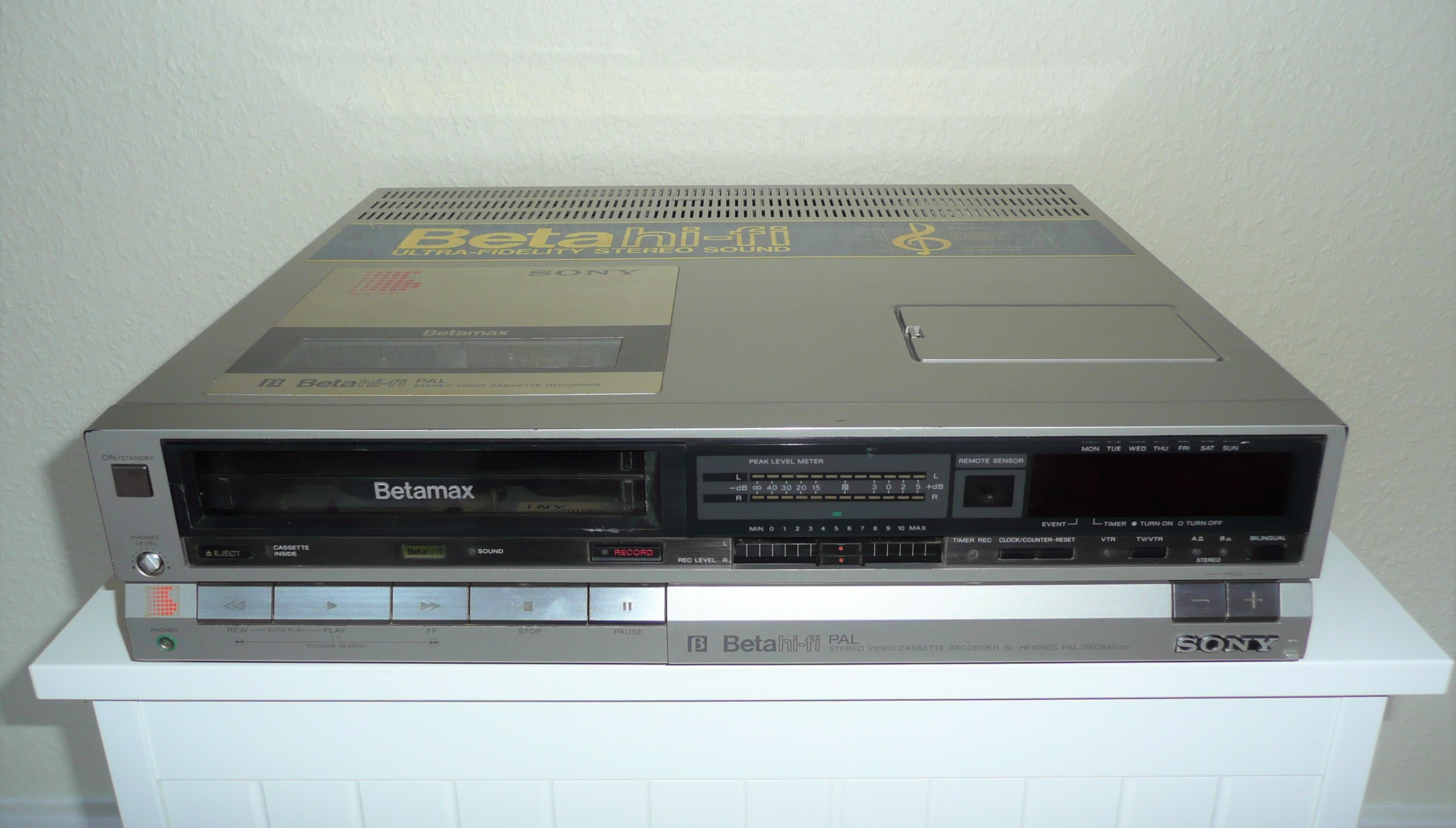
Späterer Sony-Betamax-Rekorder SL-HF100

Bei einem Kaufpreis im Bereich eines Monatsgehalts kam angesichts der Systemvielfalt bei den Verbrauchern spätestens 1979 große Unsicherheit auf. 1981 war das VCR-System (abgesehen von einigen professionellen Geräten für Spezialanwendungen) vom Markt genommen, und es konkurrierten hauptsächlich VHS, Video 2000 und Betamax. Der Marktanteil von VHS wuchs stetig.
Ein wichtiger Punkt in dieser Zeit war die Verfügbarkeit von Miet- und Kaufkassetten. Videotheken richteten ihr Angebot auf das am meisten verbreitete System aus. Zu dieser Zeit war es bereits das VHS-Format, Hersteller von Kauf- oder Leihkassetten waren immer weniger bereit, ihr Programm auf allen bekannten Systemen anzubieten. 1979 gab es bereits erste Videotheken, die ausschließlich VHS-Kassetten anboten. Und wie üblich bei neuen Medien war auch hier die Sex- und Pornofilmindustrie ein Faktor. Dort war VHS beliebt, während sowohl VCR/Video 2000 als auch Betamax auf diese Branche keine Rücksicht nahmen bzw. sich ihr verweigerten. Oft wird daher behauptet, dass die Pornografie dem VHS-System den Durchbruch gebracht habe. Es gab aber auch andere Gründe. So verlangte JVC von den Lizenznehmern eine wesentlich geringere Lizenzgebühr als die Konkurrenz. VHS war von Beginn an konsequent mit Blick auf den Privatanwender entwickelt worden und bot durch seine simple Konstruktion vergleichsweise preiswerte und zuverlässige Geräte. Auch das sind Punkte, mit denen der Gewinn der VHS-Marktanteile in Verbindung gebracht wird.

### Der Verlauf, nachdem sich VHS durchgesetzt hatte
1986 hatte sich VHS mit einem Marktanteil von 93 % durchgesetzt. Video 2000 kam noch auf 4 %, Betamax war auf 3 % gesunken. 1988 bot auch Sony VHS-Videorekorder an, deren Technik von Hitachi stammte.
Die Situation im Jahr 1989: Video-2000-Geräte wurden nicht mehr produziert, der Herstellungsstopp lag bereits drei Jahre zurück. Sony bot noch Betamax-Geräte an, einen echten Käuferkreis gab es nicht mehr. Die fabrikneuen Geräte waren wohl mehr für die großen Archive gedacht oder für außereuropäische Länder, in denen Betamax eine größere Bedeutung hatte erlangen können. Grundig und Philips verkauften ausschließlich VHS-Videorekorder.

Entwicklung der digitalen Videosysteme

Nachdem VHS über 20 Jahre das vorherrschende analoge Videosystem war, gewannen spätestens mit der DVD die digitalen Videosysteme die Oberhand. Im Jahr 2002 verkauften sich in Deutschland erstmalig mehr DVDs als VHS-Kassetten.
Die Situation 2012: VHS war noch immer das weltweit führende analoge Videosystem. Es gab dafür auch noch neue Videokassetten und Geräte zu kaufen. Panasonic stellte in diesem Jahr die Rekorderproduktion ein. Im Gegensatz zu Kassetten der Systeme VCR und Video 2000 waren auch Betamax-Kassetten zumindest noch auf Sonderbestellung erhältlich. Bei der Beschaffung von Videokassetten der Systeme VCR und Video 2000 war man auf Restposten oder Gebrauchtware angewiesen. Meist wiesen allerdings selbst die noch verpackten Altbestände große Lagerschäden auf und waren kaum noch zu verwenden.
Die Situation 2015: Sony hat angekündigt, den Verkauf der Betamax-Videokassetten nach 40 Jahren im März 2016 einzustellen. Auch die Produktion von VHS-Kassetten ist bereits eingestellt, im Endeffekt beschränkt sich der Verkauf auf Restbestände und Lagerräumungen.
Mitte 2016 gab der letzte Hersteller von VHS-Rekordern (Funai) die Produktion auf.

## Marktsituation 1980

### Marktanteile
| System                     | Marktanteil | Anbieter |
| -------------------------- | ----------- | --- |
| VHS-Rekorder               | 53 %        | JVC (Systementwickler), Akai, Blaupunkt, Graetz, Hitachi, Mitsubishi, Panasonic, Nordmende, SABA (zu Thomson), Sharp und Telefunken. |
| Beta-Rekorder              | 23 %        | Sony (Systementwickler), Fisher, NEC, Sanyo, Toshiba und Wega.                                                                       |
| Video-2000-Geräte          | 16 %        | Grundig und Philips (Systementwickler), Bang & Olufsen, ITT, Ingelen, Körting, Loewe Opta, Metz und Siemens.                         |
| VCR-Rekorder, SVR-Rekorder | 8 %         | Grundig und Philips (Systementwickler), ITT, Telefunken und Siemens                                                                  |

### Preise
1980 kostete eine E240-VHS-Kassette inflationsbereinigt und umgerechnet etwa 27 bis 35 Euro, eine L195-Betamax-Kassette ca. 24 bis 27 Euro, eine VCR-VC60-Kassette (65 min / 120 min / 240 min, je nach Systemvariante) rund 30 bis 38 Euro und eine Video-2000-Kassette 31 bis 40 Euro.
Abgesehen davon waren Kassetten mit den genannten Spielzeiten nicht die gängigen Größen: Leicht verfügbar waren bei VHS die Länge E180 (180 min), bei Betamax L500 (120 min), bei VCR die VC30, die bei anderen Anbietern auch SVC-2 hieß (30/60/120 min) und die VCC 360 für das System Video 2000 mit zweimaligen 180 min.
Bei den Videorekordern hielten sich fast alle Verkäufer bis 1980 an die von den Herstellern empfohlenen Verkaufspreise. Diese lagen selten unter 1.500 Euro, meist eher weit darüber.
Beispiel aus dem Quelle-Winterkatalog 1978/79
- Philips VCR Video-Kassetten-Rekorder N 1700 Long Play mit einer VC 30: DM 2.898,-

- Einzelkassetten: VC 30 (30 bzw. 65 Minuten): 55 DM − VC 60 (60 bzw. 130 Minuten): 75 DM – VC 70 (70 bzw. 150 Minuten): 85 DM

- Akai VHS Video-Kassetten-Rekorder VS-9300: DM 2.989,-

- Einzelkassetten: E-60: 39 DM – E-120: 55 DM – E-180: 65 DM

## Homevideo seit dem Jahr 2000 – nach einem weiteren Formatkrieg

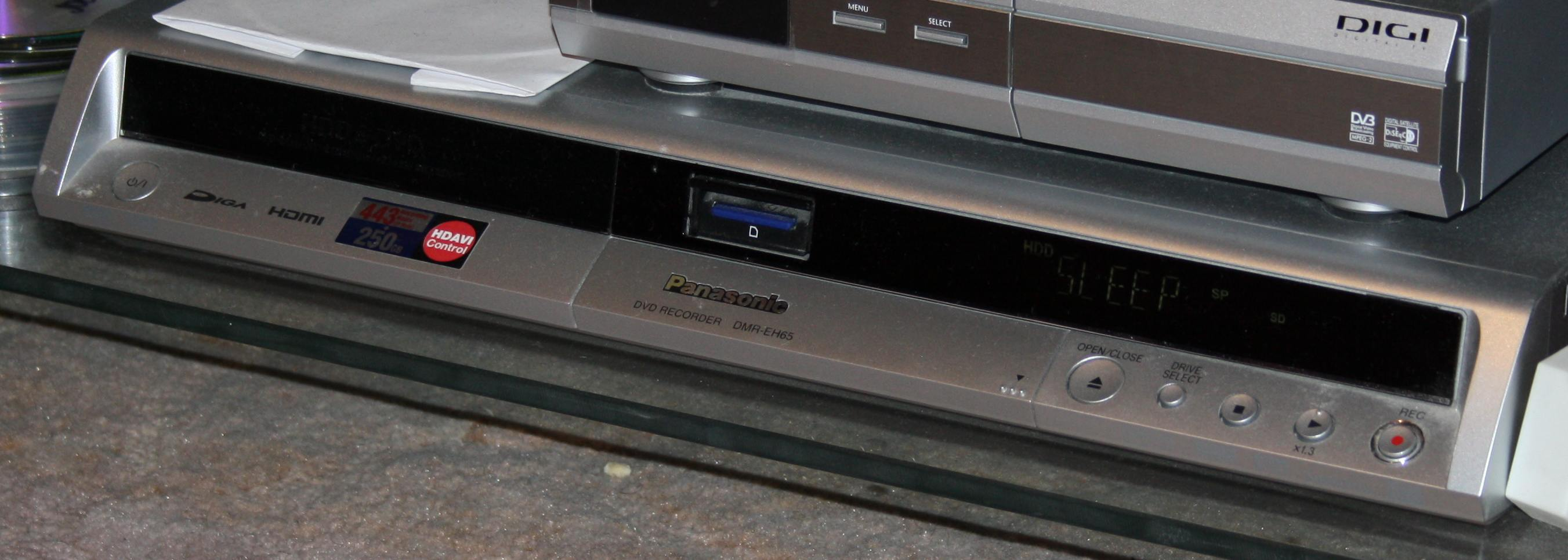
Ein moderner DVD-Rekorder

Die Einführung der DVD 1995 als Wiedergabe- und seit dem Jahr 2000 zunehmend auch als Aufnahmemedium für Privatanwender begann analoge bandbasierte Videogeräte nach und nach weitgehend zu verdrängen. Allerdings wollten viele Anwender ihre analogen Aufzeichnungen weiter nutzen, weshalb sie auch ihre Rekorder behielten und für eine gewisse Nachfrage nach Neugeräten sorgten. Zuletzt wurden Kombi-Geräte entwickelt, die ein VHS-Laufwerk und einen DVD-Rekorder vereinten, womit ein einfaches, meist automatisiertes Kopieren (Überspielen) von Videokassetten auf DVD möglich war. Im Jahr 2002 entfiel  bei 64 Millionen verkauften Bildträgern 55,4 Prozent auf die DVD (laut Bundesverband Audiovisuelle Medien). 2003 kam die Blu-ray Disc auf den Markt. 2006 erschien als letzter größerer Hollywood-Film überhaupt „A History of Violence“ neu auf VHS-Kassette.
Im Juli 2016 stellte der letzte Hersteller von VHS-Rekordern aufgrund fehlender Zulieferteile die Produktion endgültig ein, nachdem zuletzt noch 750.000 Stück jährlich gefertigt und überwiegend nach Nordamerika verkauft worden waren.
Der letztlich von VHS gewonnene Kampf um Marktanteile zwischen den Formaten wiederholte sich in ähnlicher Form ab etwa 2005 als Wettbewerb zwischen HD DVD, VMD und Blu-ray Disc, die alle als Nachfolger der DVD entwickelt wurden. Diesen „Krieg“ entschied Blu-ray durch Rückzug der Filmrechtebesitzer (Filmstudios) aus den Konkurrenzformaten bzw. Aufgabe der Mitbewerber für sich, die anderen beiden Formate verschwanden vollständig vom Markt.